# 甘拔士峇鲁站
甘拔士峇鲁站，是位于马来西亚柔佛州新山市的甘拔士区。

## 历史
甘拔士峇鲁火车站的原来火车站是由马来联邦铁路局建成，位于现有火车站100米外。旧火车站在第二次世界大战时被日军炸毁，在战后重建后几年又被拆除。被遗弃数年后，马来亚铁道局重新建造新的火车站并名为“甘拔士峇鲁火车站”（甘拔士峇鲁在马来文的意思为“新甘拔士”）。

## 火车站更名
在2010年1月，马来亚铁道局低調將此站名稱由“Kempas Bahru railway station”改为“Kempas Baru Railway Station”，至今更名原因不詳。